# Панов, Андрей Валерьевич
Андрей Валерьевич Панов (23 марта 1960, Ленинград, СССР — 20 августа 1998, Санкт-Петербург, Россия, более известный как Свинья или Свин) — советский и российский рок-музыкант, основатель, лидер и вокалист панк-группы «Автоматические удовлетворители», первопроходцев жанра в Ленинграде и СССР.

## Ранние годы
Андрей Панов родился 23 марта 1960 года в Ленинграде в семье артистов балета. Его отец Валерий Матвеевич Шульман (Панов) незадолго до окончания в 1957 году Хореографического училища женился на начинающей балерине Лии Петровне Пановой и вскоре взял её фамилию. В детстве мать часто брала Андрея с собой в театр на репетиции, где он, сидя за кулисами, по собственному выражению, «наблюдал почти голых женщин».
В 1965 году, после того как Валерий начал танцевать в Кировском театре, семья переехала с улицы Рубинштейна в большую квартиру на проспект Космонавтов.
В 1972 году из-за желания Валерия Панова уехать из страны семья распалась (Лия Петровна уезжать не хотела и, кроме того, не могла оставить больную маму). После отъезда отца у Андрея начались неприятности в школе. Кое-как доучившись восемь классов, он пошёл сначала в медицинский техникум, а потом — в обычное медучилище. «Мне кажется, что именно там он начал пить, — вспоминала его мать, — в школе он вообще не пил, даже вина». Тогда же 16-летний Панов познакомился с 15-летним Евгением Юфитом, который годом позже, услышав по западному радио Sex Pistols, произнёс историческую фразу: «У них появились такие же идиоты, как и мы…».

## Музыкальная карьера

### Начало: 1977—1979
Увлечение музыкой началось с пластинок. Уйдя из училища, Андрей окончил курсы и стал работать продавцом в магазине звуковой аппаратуры, а каждые выходные проводить на пластиночном «толчке». Там он познакомился с первыми единомышленниками: Владимиром Дубровым — Вольдемаром, Игорем Покровским — Пиночетом и Игорем Гудковым — Монозубом (позже Панкер). Компания быстро росла, её главным идеологом был тогда Юфит.

Когда мы начали идиотничать, ещё не было никаких панков… Тогда мы все находились под влиянием Юфы. Никакие панки здесь вообще ни при чём — никакие Роттены, никакие ПИСТОЛЗЫ. Все это Юфины телеги… Вообще, это очень заразительный человек. Он может своим психозом заразить кого угодно. Все эти некрореализмы и прочее… Все эти чепцы, очёчки, все эти параллельные кины…— Андрей Панов  
Потом, по воспоминаниям Пиночета, в продававшейся у нас французской коммунистической газете напечатали статью про новое молодёжное движение — панков. «Там такие фотки были!!! Не подражать этому было фактически невозможно». Панов: «… И мы сразу завелись… А как-то показали, что они ещё булавками обвешиваются. Нам понравилось. Мы типа тоже меломаны, давай булавки… На улицах нас сначала никто не трогал. По той причине, что про панков не знали. Ну, идиоты и идиоты. Идиотами и были». Альбом Never Mind the Bollocks появился у Панова достаточно быстро, а перед этим у него уже были пластинки Stranglers, Damned и Iggy Pop. При этом любимым его коллективом ещё долгое время продолжал оставаться Chicago. 
Идею сделать группу предложил знавший к тому времени «Россиян» и Гребенщикова Монозуб: «Я просто поехал в пункт проката и взял в прокат две гитары и барабанную установку. Всё это припёр к Свинье. Притом за какие-то копейки. То есть такси, по-моему, стоило дороже, чем вот эта вот аппаратура». Играть, разумеется, никто ни на чём не умел, название поначалу было соответствующее «Х..».
Летом 1979 года Андрей Панов поступил в Театральный институт (в одном потоке с ним шли Николай Фоменко и Максим Леонидов). На деньги, полученные от отца, он сразу купил музыкальные инструменты (включая барабаны) и, оборудовав место для репетиций у себя в комнате, с утра до вечера стал играть на электрогитаре. «Квартира Свина была нашим клубом, репетиционным помещением, студией звукозаписи, фонотекой — в общем, базой. Здесь мы отдыхали, обменивались новостями, пили, играли, пели, даже танцевали», — пишет познакомившийся ранее через Вольдемара с Пановым Алексей Рыбин. В свою очередь через него в компании появились Андрей Михайлов и Олег Валинский, втроём они играли в хард-роковой группе «Пилигрим». Другой группой, оказавшейся в компании Панова, была «Палата № 6» Максима Пашкова и Виктора Цоя. Как отмечает Рыбин, играли или хотели играть тогда все, причём делали это самозабвенно. Сам он ради «Пилигрима» даже бросил ВТУЗ, то же самое сделал Валинский. Цоя за прогулы исключили из художественного училища. Ради музыки же, не проучившись и семестра, бросил институт и Панов.
Был принят на работу и принимал участие в деятельности ленинградского театра юношеского творчества (ТЮТ) (1977—1979), что позволило Панову избежать преследования правоохранительных органов по обвинению в тунеядстве. В эти годы крупные постановки ТЮТа шли в Ленинградском Театре Народного Творчества (ТНТ), где в то время располагался также Ленинградский рок-клуб, что позволяло Андрею Панову совмещать работу с творчеством рок-музыканта.

## Личная жизнь
Официально был женат дважды. Оба брака были спонтанными и продлились недолго. После второго предпочёл «потерять» паспорт.
В 1988—1991 годах гражданской женой Панова была бас-гитаристка группы «Ситуация» Ирина «Мява» Гокина, вскоре после начала отношений ставшая участницей «АУ».
С 1997 года в отношениях с Ольгой Король-Бородюк. За 5 недель до смерти Андрея у них родилась дочь, которую назвали Екатериной.

## Смерть

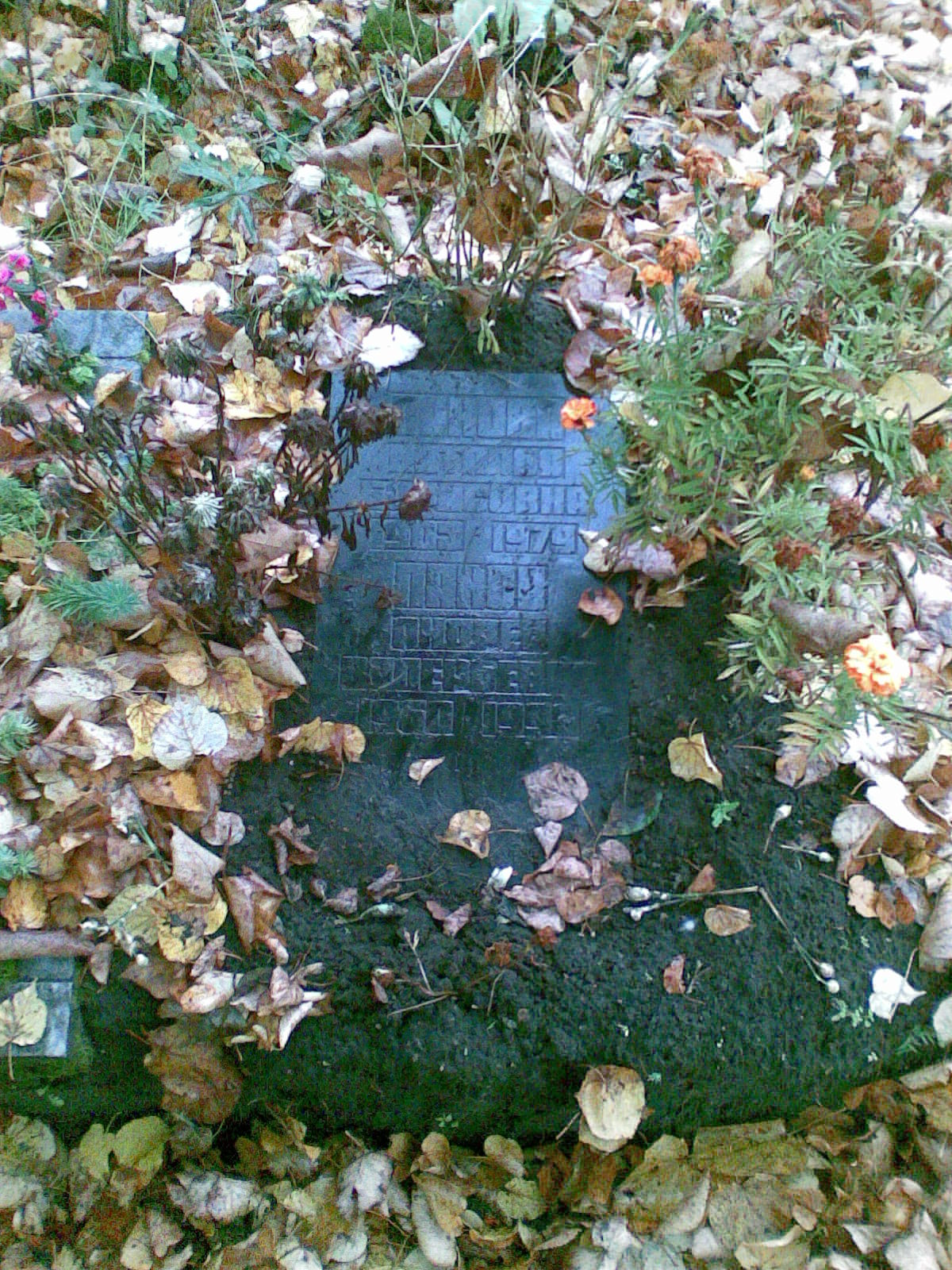

Умер 20 августа 1998 года в Санкт-Петербурге после неудачной операции по поводу перитонита. Лия Петровна, мать Андрея, утверждала, что врачи его «просто убили», не проверив на аллергию перед наркозом. Поминки были организованы в тогда уже закрытом рок-клубе на Рубинштейна, 13, который специально открыли на один день.
Похоронен на кладбище Петербургского крематория (2 колумбарий, 9 квадрат). Адрес: C.-Петербург, Шафировский проспект, 12.
Позже, 6 сентября 1998 года, в клубе «Полигон» прошёл концерт памяти Свина с участием известных панк-групп, все вырученные деньги от которого были переданы Ольге и новорождённой дочери.

## Дискография

### Студийные альбомы
С Алексеем Вишней
- Надристать! (1983)

С группой «Автоматические удовлетворители»
- Рейган — провокатор (1987)
- Шестисотый (1990)
- Тел.1979-1994. Претензии не принимаются (1995)
- Пейте с нами! (1995)

С группой «600»
- Песенники и пёсенники (1988)

С группой «Аркестр АУ»
- С особым цинизмом (1995)

С группой «Rock’n’Roll City» («ФАУ»)
- Праздник непослушания (1998)

## Отражение в культуре

### Музыка
Собранная Пановым в начале 80-х песня «Батька-атаман» (в оригинале «Комиссар») получилась настолько удачной, что впоследствии воспринималась как народная.
В 1981 году Майк написал для Свина песню «Я не знаю, зачем» («Бу-бу»), которую потом пытался ему неудачно продать за несколько бутылок сухого вина. Через два года Свинья всё же взял песню и, изменив строчку в припеве, записал её под названием «Надристать!».
В 1981 году Виктор Цой сочинил песню «Мои друзья». Строчка «Мой дом был пуст, теперь народу там полно» вдохновлена атмосферой в квартире Панова, в которой юный Виктор проводил много времени. В начале 1985 года на акустическом концерте в Москве Цой представил песню «Мама Анархия» как посвящённую Андрею Панову. В августе того же года, после рождения у Цоя сына Александра, они поругались и больше никогда не общались.
На концертах во время исполнения песни «Похороны панка» Михаил Горшенёв в числе «умерших рокеров» всегда упоминал Андрея Панова, а «Песенка пьяного деда» с альбома  Король и Шут «Жаль, нет ружья» 2002 года посвящена ему персонально.
На трибьют-концерте «День рождения Виктора Цоя» (2002) ведущий концерта, известный музыкальный критик Артемий Троицкий во вступительном слове отдаёт дань уважения Свину.
Свин упоминается в песне Константина Кинчева «Rock-n-roll», для записи которой в студии «Нашего радио» в 2006 году было приглашено множество исполнителей, в том числе и Антон Павлов (F.P.G.), которому досталась эта строчка.

### Кинематограф
В фильме 1987 года «Взломщик» с Константином Кинчевым в главной роли Андрей Панов исполнил эпизодическую роль соседа Хохмача.
Андрею Панову посвящён документальный фильм «Сон Свина» (2010).
Телеканал «Дождь» в начале 2018 года снял документальный фильм о трех поколениях русских панков (от «Автоматических удовлетворителей» до «Порнофильмов») «НАТЕ!», одним из ключевых героев которого стал Андрей Панов.
Панов послужил прообразом Панка в художественном фильме Кирилла Серебренникова «Лето» о Цое и Науменко, вышедшем в 2018 году. Прототипа Свина в картине сыграл Александр Горчилин.

### Книги
Значительная часть четвёртой главы автобиографической книги Дмитрия Спирина «Тупой панк-рок для интеллектуалов: „Четыре таракана“ и „Тараканы!“» (2004) посвящена их знакомству со Свиньёй.
Свин стал одним из главных героев повести Алексея Рыбина «Кино с самого начала» (1991) — художественного изложения ранней биографии группы «Кино».

### Статьи
Павел Крусанов, Наль Подольский, при участии А. Хлобыстина и С. Коровина. Беспокойники города Питера. — Санкт-Петербург: Амфора, 2006. — С. 76-92. — 302 с. — ISBN 5-367-00173-4.